# Kevin Mensah
Kevin Mensah, né le 15 mai 1991 à Viborg au Danemark, est un footballeur danois. Il évolue au poste d'arrière droit ou d'ailier avec le club danois du Brøndby IF.

## Biographie

### En club
Il inscrit huit buts en première division danoise lors de la saison 2013-2014 avec le club du Viborg FF. Cette saison là, il est l'auteur d'un doublé le 25 octobre 2013, lors de la réception du FC Vestsjælland (victoire 4-1).
Lors de la saison 2015-2016, il inscrit six buts en championnat avec le club d'Esbjerg. Le 24 octobre 2015, il est l'auteur d'un doublé sur la pelouse de son ancien club, le Viborg FF (défaite 4-2).

### En sélection
Kevin Mensah est régulièrement sélectionné dans les équipes nationales de jeunes, des moins de 16 ans jusqu'au moins de 20 ans. Avec les moins de 19 ans, il inscrit un but lors d'une rencontre amicale face à l'Italie, en septembre 2009.

## Palmarès
- Vice-champion du Danemark en 2017 et 2018 avec le Brøndby IF
- Champion du Danemark de D2 en 2013 et 2015 avec le Viborg FF
- Finaliste de la Coupe du Danemark en 2017 et 2019 avec le Brøndby IF